# Marília Mendonça
Marília Dias Mendonça (brazíliai portugál nyelven: maˈɾiljɐ mẽˈdõsɐ, 1995. július 22. – 2021. november 5.) brazil énekes-dalszerző, Latin Grammy-díjas zenész.
2015-ben jelentette meg debütáló középlemezét, azonban csak azután vált ismertté, hogy 2016-ban megjelent első, Marília Mendonça: Ao Vivo című koncertalbuma, amely a 240 000 eladott példányért háromszoros platina minősítést kapott. Az albumon szereplő Infiel című dal az egyik legtöbbet játszott dal lett Brazíliában, és háromszoros gyémántlemezes minősítést kapott, ami országos ismertséget biztosított Mendonçának. 2017-ben jelent meg második albuma, a Realidade, amely Latin Grammy-jelölést kapott a legjobb sertaneja zenei album kategóriában. 2019-ben jelent meg a Todos os Cantos című albuma, mely háromszoros platina lett 240 000 eladott példány után, valamint Latin Grammy-díjat kapott a legjobb sertaneja zenei album kategóriában.

## Halála
2021. november 5-én Mendonça négy másik emberrel repülőre szállt a brazil Minas Gerais állambeli Caratinga felé tartva, ahol egy helyi koncerten kellett volna fellépnie. A Beechcraft King Air típusú repülőgép azonban lezuhant, és a repülőgép-szerencsétlenségben meghalt Mendonça, a nagybátyja (aki egyben a menedzsere volt), a producere és két stábtag. Mind az öt halálesetet nem sokkal később a TV Globo élő közvetítésben hivatalosan is megerősítette.

## Fordítás
- Ez a szócikk részben vagy egészben  a   Marília Mendonça című angol Wikipédia-szócikk fordításán alapul.  Az eredeti cikk szerkesztőit annak laptörténete sorolja fel. Ez a jelzés csupán a megfogalmazás eredetét és a szerzői jogokat jelzi, nem szolgál a cikkben szereplő információk forrásmegjelöléseként.